# Grammonota innota
Grammonota innota là một loài nhện trong họ Linyphiidae.
Loài này thuộc chi Grammonota. Grammonota innota được Arthur Merton Chickering miêu tả năm 1970.